# Chelsey Gullickson
Chelsey Gullickson (ur. 29 sierpnia 1990) – amerykańska tenisistka, reprezentantka kraju w Pucharze Federacji.
Jej siostra, Carly, również jest profesjonalną tenisistką.

## Przebieg kariery

### Kariera juniorska
Wśród jej największych sukcesów w karierze juniorskiej jest zwycięstwo w turnieju w Rabat, finały turniejów w Casablance, Carson (przegrane z Ksieniją Mileuską) oraz ćwierćfinał wielkoszlemowego Australian Open. Jako deblistka ma na koncie zwycięstwa w turniejach w Peru (w parze z Jade Curtis), Rabat i Al-Muhammadiji (w obu przypadkach z Kristą Damico).

### Kariera seniorska
Do jej osiągnięć w karierze seniorskiej należą dwa wygrane turnieje w grze pojedynczej ITF oraz finał turnieju gry podwójnej w Hammond.

## Wygrane turnieje rangi ITF
| turnieje z pulą nagród 100 000 $ |
| turnieje z pulą nagród 75 000 $  |
| turnieje z pulą nagród 50 000 $  |
| turnieje z pulą nagród 25 000 $  |
| turnieje z pulą nagród 15 000 $  |
| turnieje z pulą nagród 10 000 $  |

### Gra pojedyncza
|    | Data       | Turniej | Kat. | Finalistka      | Wynik         |
| 1. | 18/05/2008 | Raleigh | ITF  | Lauren Albanese | 6:4, 2:6, 6:3 |
| 2. | 16/09/2012 | Redding | ITF  | Allie Will      | 6:3, 4:6, 6:2 |